# 13367 Jiří
13367 Jiří eller 1998 UT24 är en asteroid i huvudbältet som upptäcktes den 18 oktober 1998 av LONEOS vid Anderson Mesa Station. Den är uppkallad efter Jirí Borovicka.
Asteroiden har en diameter på ungefär 15 kilometer.